# マルツィオ・ブルセギン
マルツィオ・ブルセギン（Marzio Bruseghin、1974年6月15日- ）は、イタリア・コネリアーノ出身の自転車競技（ロードレース）選手。
1998年から2009年まで、ジロ・デ・イタリアに11回出場し、4回総合ベスト10入り（2005年・9位、2007年・8位、2008年・3位、2009年・10位）した実績を持つ。

## 経歴
1997年にブレシャラートでプロデビュー。
その後移籍したファッサボルトロではアレッサンドロ・ペタッキのアシストとして活動していた。
2005年
- ジロ・デ・イタリア 総合9位

2006年、ランプレ（現 ランプレ・ISD）に移籍。
- イタリア国内選手権・個人タイムトライアルで優勝。

2007年
- ジロ・デ・イタリアは、山岳コースとなる第13ステージの個人TTを制し、総合8位。

2008年
- ジロ・デ・イタリアでは、ツール・ド・フランスに照準を合わて欠場したダミアーノ・クネゴに代わり、エースとして出場。第10ステージに設定された登りの個人TTにおいて、アルベルト・コンタドールなどを抑えて勝利した。勝利後のインタビューでは「体重70kgの自分はジロの登りには向いていない」と謙遜しつつも、その後の厳しい山岳ステージでも総合上位陣から遅れず、結果的に個人総合で3位と健闘。
- ツール・ド・フランスでは不調に悩まされたクネゴをアシストしつつ、総合27位で完走、
- ブエルタ・ア・エスパーニャでも総合10位に入った。

2009年
- ジロ・デ・イタリア 総合10位

2010年、ケス・デパーニュに移籍。
2011年
- ブエルタ・ア・エスパーニャ 総合14位

2012年
- ジロ・デ・イタリア 総合17位

## レーススタイル
2008年のジロの様にエースとしても戦える選手であるが、普段はアシストとして活躍している。
タイムトライアルを得意とするが、チームにはパンチャーとして登録されているなど、ある程度の登坂力も持っており、山岳に強いルーラーもしくは、平坦な長距離に対応できるオールラウンダーと見ることもできる万能タイプである。
特に山岳が含まれるタイムトライアルでは、オールラウンダーやクライマーよりもパワーがあり、TTスペシャリストよりも若干身軽という特長を生かし、確実に上位に食い込むことができる。
2008年にはグランツールを全て完走し、内2大会で総合10位以内に入るという安定感もある選手である。

## エピソード
自宅でロバを飼っている（ペタッキにちなんで"アレッサンドロ"という名前のロバもいるらしい）他、AMETSという銘柄のワイン（バスク語で「夢」を意味するが、バスク出身者では無い）を醸造している。生産量は年間1万本に達するらしく、畜産業者、醸造家としての一面を持つ。余談だがアメツ・チュルカ（Amets Txurruka Ansola）というバスク人のレーサーがいる。
公認ファンクラブの人間は大きなロバ耳の付いた帽子を被っているため、中継映像でも一目で区別がつく。

## 所属チーム
- 1997年 Brescialat
  - 1998年 Brescialat - Liquigas
- 1999〜2002年 Banesto
- 2001〜2002年 ibanesto.com
- 2003〜 2005年Fassa Bortolo
- 2006年〜 Lampre
  - 2006〜2007年 Lampre - Fondital
  - 2008年〜 Lampre